# 沈敎
沈教（？—？），字敬敷，號平墅，浙江寧波府慈溪縣人，軍籍，明朝政治人物。

## 生平
正德二年（1507年）丁卯科浙江鄉試第二十三名舉人，九年（1514年）甲戌科三甲第一百八名進士。授桐城县知县，嘉靖三年（1524年）正月选授陕西道試监察御史，六年巡按云南，七年参与平定寻甸土舍安铨、武定土舍凤朝文之乱。累官福建按察司副使、贵州按察使，十七年二月升云南右布政使，升山东左布政使，二十年八月升光禄寺卿，二十一年十月升都察院右副都御史、总督南京粮储，被御史陈宗夔论劾沈教前在山东、云南任上贪声颇著，诏回籍听勘，不久令致仕。著有《戎政錄》、《巡東漫集》、《巡南雜詠》等書。